# Matayoshi kobudō
El Matayoshi kobudō (又吉古武道), es una escuela de kobudō (arte marcial okinawense basado en la utilización de armas tradicionales) que debe su nombre al linaje Matayoshi. Tras varias generaciones dedicadas al estudio de diferentes armas, fue Shinpō Matayoshi (1921-1997) quien desarrolló el estilo y le dio forma para poder popularizarlo, después de haber aprendido todos sus conocimientos sobre el manejo de armas de su padre, Shinkō Matayoshi (1888-1947). Esta escuela enseña el uso de las armas okinawenses (que en su origen eran útiles de trabajo agrícola, pesquero, etc.), así como de otras armas de origen chino, las cuales aprendió a usar Shinkō Matayoshi en sus viajes al continente asiático.

## Historia

### Shinkō Matayoshi (又吉眞光)
Desde joven, Shinkō Matayoshi comienza a aprender el uso de algunas armas, como el sai, el ēku ('remo'), el bō' ('bastón') y el kama ('hoz'), hasta el punto que llegó a ser apodado Kama no tee; que significa 'Matayoshi, experto en kama'. Su aprendizaje lo llevó a cabo con varios maestros: Gushikawa Teragua, Chinen Yamane, Shishi Ryōkō y su propio padre, Shinchin Matayoshi. Más tarde, aprende el manejo del nunchaku y del tonfa del maestro Irai. Es importante recordar que, antes de que Matayoshi iniciase sus viajes por los diferentes pueblos de Okinawa y China para aprender el manejo de las diferentes armas, cada arma era tratada como un propio arte marcial (es decir, no existía el kobudō, sino el arte del sai, saijutsu; el arte del bō, bōjutsu; etc.).
En 1915, Matayoshi realiza una exhibición ante el emperador de Japón en Tokio junto con otros grandes artistas marciales. Más adelante, en 1921, Matayoshi realiza otra exhibición, esta vez en Okinawa, ante el entonces príncipe Hirohito, de visita oficial en la isla.
Tiempo después inicia viajes que le llevan a aprender el arte de nuevas armas en China, como son el sansetsukon, el tinbē ('escudo'), el nunti bō (un tipo de lanza) y el suruchin; además de aprender tradiciones chinas como la medicina tradicional, la acupuntura y el boxeo chino; todo ello del maestro Kingai. También se sabe que Matayoshi aprendió el arte de batallar a caballo (bajutsu), de lanzar cuchillos (shurikenjutsu) y de enlazar con cuerdas (negenawajutsu) mientras estuvo conviviendo con unos bandidos en Manchuria.
Regresa finalmente a Okinawa en 1935, instalándose en la ciudad de Naha, donde comienza a dar clases (además de en las ciudades de Kadena y Chatan) y enseña sus conocimientos sobre las armas a su hijo, Shinpō Matayoshi, quien ya había empezado a aprender de su padre en 1927.

### Shinpō Matayoshi (又吉眞豊)
Tras la muerte de Shinkō Matayoshi en 1947, su hijo Shinpō comienza a dar clases transmitiendo los conocimientos de su padre en la ciudad de Kawasaki (1957-1959) y posteriormente pasa a impartir las clases en el dōjō de su maestro Seiko Higa (karateca alumno de Kanryo Higaonna y Chōjun Miyagi). Posteriormente funda su propio dōjō, el Kōdōkan, que sería la sede del kobudō de Matayoshi de ahí en adelante. Crea en 1970 la Ryūkyū Kobudō Renmei ('asociación de kobudō de Okinawa'), a la que renombraría en 1972 como Zen Okinawa Kobudō Renmei. Shinpō Matayoshi recorrió varios lugares del mundo con el fin de enseñar y popularizar el arte del kobudō que le enseñó su padre, y gracias a ello, su estilo tiene presencia en muchos países en la actualidad.
Shinpō Matayoshi murió en 1997, a la edad de 77 años.

### Actualidad
Tras la muerte de Shinpō Matayoshi, el Kōdōkan quedó bajo la dirección de su hijo Yasushi Matayoshi, y el maestro encargado como director técnico en el dōjō sería el que ha sido reconocido como su mejor alumno, Yoshiaki Gakiya, quien dejaría el Kōdōkan posteriormente para formar su propia organización, la Okinawa Kobudō Doushi Rensei-Kai (el sensei Gakiya está retirado desde 2011 debido a una hemorragia cerebral). Tras la salida de Gakiya del Kōdōkan, varios alumnos de Matayoshi son los que han ocupado su puesto en el dōjō. La dirección de la Zen Okinawa Kobudō Renmei pasó a manos de Shōshin Miyahira.
Después del fallecimiento del sensei Matayoshi, muchos de sus alumnos crearon sus propias organizaciones, y la Zen Okinawa Kobudō Renmei quedó desligada del Kōdōkan. Por ello, en la actualidad son muchas las asociaciones que imparten el kobudō de Matayoshi.

## Linaje de la familia Matayoshi
Se desconoce en qué punto exacto del linaje Matayoshi comenzó la relación entre la familia y las artes marciales; pero lo que sí se sabe es que es una relación antigua: Shinkō Matayoshi aprendió, principalmente, de su padre, pero también de su abuelo, Shinchin Matayoshi. Los orígenes de la familia se remontan a Shinjō Gima (1557-1664), una personalidad importante en la historia de Okinawa, no relacionado con las artes marciales, sino con el desarrollo agrícola de la isla.
- Gima Shinjō (1557-1664)
- Matayoshi Shingin
- Matayoshi Shintoku
- Matayoshi Shinchin
- Matayoshi Shinkō (1888-1948)
- Matayoshi Shinpō (1921-1997)
- Matayoshi Yasushi (1965-actualidad)

## Armas y aprendizaje en el estilo de Matayoshi

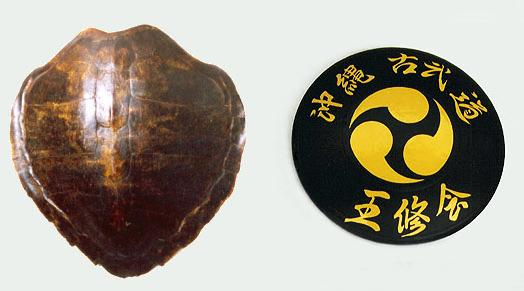
Dos timbei, uno de caparazón de tortuga y otro, de hierro. El segundo lleva estampado en el centro el hidari gomon del escudo de Matayoshi

La escuela de Matayoshi cuenta con una gran variedad de armas. El número de katas realizados con cada arma varía entre las diferentes organizaciones que practican el kobudō de Matayoshi, puesto que no todos los alumnos aprendieron la misma cantidad de katas de Matayoshi o la misma cantidad de armas; además de que en la mayoría de asociaciones se han creado katas nuevos (en su mayoría básicos, para hacer más accesible el aprendizaje). Las armas principales del estilo son las siguientes:
- Bō
- Sai
- Tonfa
- Nunchaku
- Ēku
- Kama
- Tinbē, con machete o seiryuto
- Sansetsukon
- Nunti bō
- Kuwa
- Tekkō
- Suruchin

Además de estas armas tradicionales de la escuela, Matayoshi tenía conocimientos de otras armas que no forman parte realmente del estilo, aunque otros discípulos de Matayoshi que sí aprendieron de él el manejo de esas armas lo enseñan, como son el kuruman bō, la naginata, el thsimo tsuki no kama, el tecchu o el jō.
La estructura que desarrolló Shinpō Matayoshi para enseñar kobudō fue a través del aprendizaje de hojoundō (repetición de las técnicas básicas del arma), seguido de aplicaciones por pareja, enseñanza de los katas y sus respectivos bunkais (aplicación del kata). Shinpō Matayoshi creó los hojoundō (aunque no para todas las armas, puesto que las más avanzadas carecían de él) y algunos katas nuevos, como los dos primeros katas de sai: Nichō Sai y Sanchō Sai.

### Técnicas sin armas
La familia Matayoshi no solo poseía conocimientos de lucha armada, sino que también practicaba diversos estilos de técnicas sin armas. Shinkō Matayoshi se entrenó durante mucho tiempo en China con el maestro Roshi Kingai, de quien aprendió técnicas de armas como tinbē o nunti, entre otras. Sin embargo, bajo la tutela del maestro Kingai, Matayoshi aprendió también técnicas de lucha que podrían provenir de estilos de la Grulla y el Tigre. Al sistema que enseñaba, el maestro Kingai lo denominaba Kingai Noon o Kingai Ryū.
No obstante, Shinkō Matayoshi no aprendió únicamente técnicas sin armas de Roshi Kingai, sino que antes de partir a China se entrenó con Go Kenki, marchante de té chino afincado en Okinawa, muy conocido en la isla por sus conocimientos de la Grulla. Posteriormente, entre 1935 y 1940 (fecha del fallecimiento de Go Kenki), también se entrenó con él su hijo, Shinpō Matayoshi. Este, además, entrenó con el maestro de Gōjū Ryū Seiko Higa y, también, a raíz de sus viajes a Taiwán, tenía conocimientos de técnicas de Saru-ken (estilo del Mono) y Suiken (estilo del Borracho), que nunca llegó a transmitir.
El maestro Shinpō Matayoshi no enseñó todas las técnicas que conocía (tanto de armas como desarmadas), por lo que establecer una lista definitiva de cuáles eran sus conocimientos y cuáles fueron trasmitidos, no resulta fácil.
A menudo se conoce al estilo de Matayoshi también como Kingai Ryū Matayoshi Kobudō, haciendo así referencia también a las técnicas desarmadas (a pesar de que no todas provengan del sistema de Roshi Kingai). Sin embargo, hay que entender que la escuela Matayoshi es una escuela ecléctica que combina el uso de armas y también algunas técnicas sin ellas, todas provenientes de orígenes varios, algunos de ellos desconocidos.

## Vestimenta y escudo
Generalmente, la vestimenta de la escuela del kobudō de Matayoshi consiste en unos pantalones blancos y una chaqueta negra con el escudo de la escuela. A esto hay que añadir el cinturón del grado correspondiente.
El escudo del kobudō de Matayoshi se compone de dos elementos. En el centro se encuentra el hidari gomon (tomoe girando hacia la izquierda), símbolo japonés que fue usado por el Reino de Ryūkyū como bandera; y alrededor de este, el emblema del emperador de Japón. Matayoshi es el único maestro que ha recibido el honor de poder utilizar el emblema imperial para su propio escudo. De esta manera, en el símbolo de la escuela se representa la unión armónica entre las dos culturas: okinawense y japonesa.

## Alumnos y organizaciones
Algunas de las organizaciones que practican el kobudō de Matayoshi fundadas por alumnos directos de Shinpō Matayoshi son, ordenadas alfabéticamente según el apellido del fundador: 
- Kenyu Chinen, World Oshu-Kai Dento Okinawa Shorin-Ryū Karate Dō Kobudō Federation
- Yoshiaki Gakiya, Okinawa Kobudō Doushi Rensei-Kai (actual presidente: Neil Stolsmark)
- Andrea Guarelli, International Matayoshi Kobudō Association
- Yamashiro Kenichi, Kingai-Ryū Matayoshi Kobudō
- Zenei Oshiro, Academie Internationale de Kobudō d'Okinawa
- Franco Sanguinetti, Matayoshi Kobudō Kōdōkan International
- Itokazu Seisho, Matayoshi Kobudō Shinbukai
- Tadashi Yamashita, Zen Okinawan Kobudō Association